# H&M

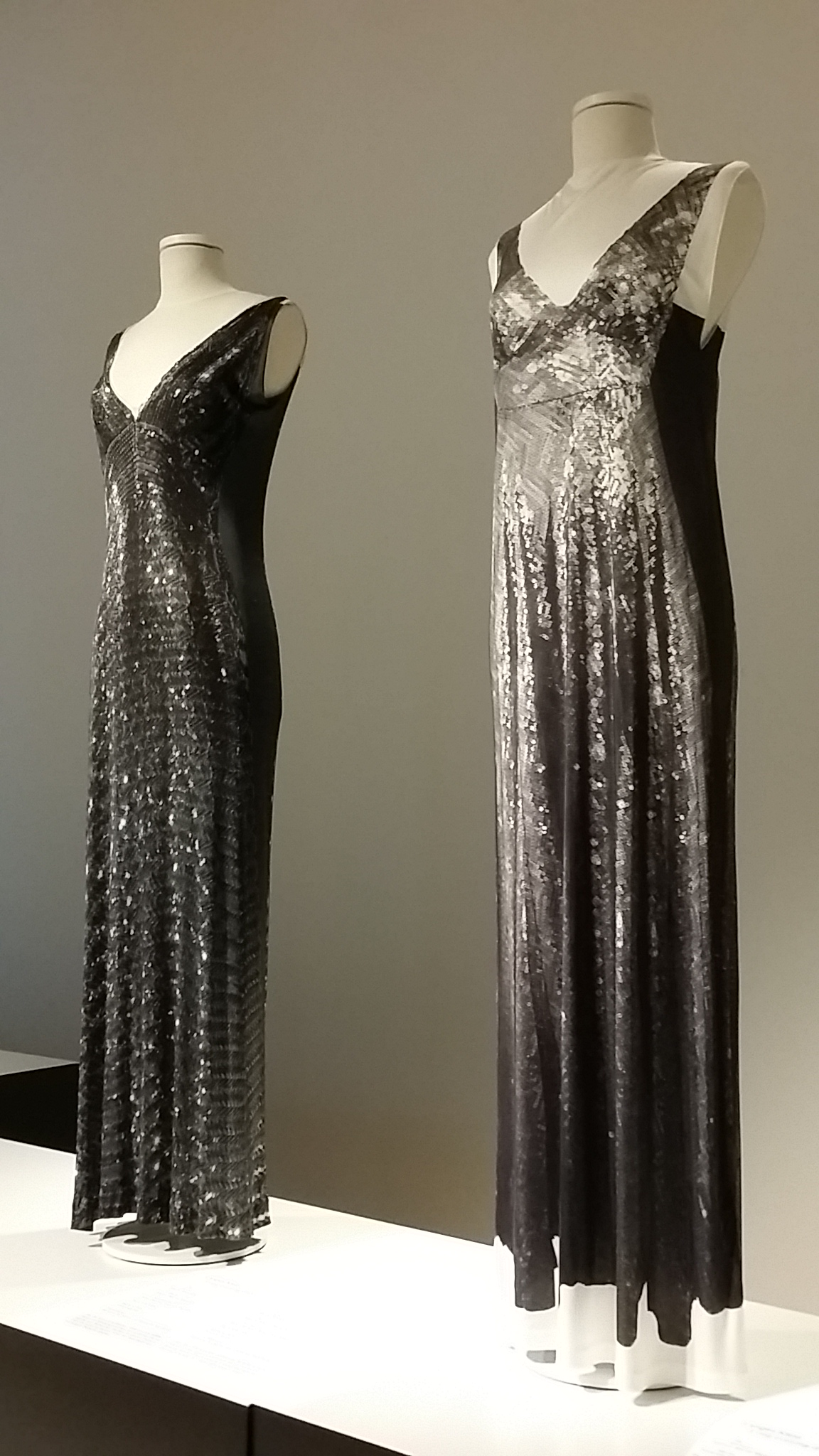
Zwei Kleider von Maison Martin Margiela, rechts für H&M, 2012

H&M (Kurzform für Hennes & Mauritz) ist ein schwedisches Textilhandelsunternehmen. Über Ladengeschäfte und den Onlinehandel bietet H&M weltweit Kleidung, Accessoires und Schuhe für Damen, Herren und Kinder sowie Wohnaccessoires an. Zum Konzern gehören seit 2007 nach Unternehmenskäufen weitere Marken, die zum Teil über eigene Ladengeschäfte vertrieben werden.

## Unternehmensgeschichte
Erling Persson reiste 1946 in die USA und kam mit der Idee zurück, günstige Kleidung anzubieten. Am 4. Oktober 1947 eröffnete er im schwedischen Västerås sein erstes „Hennes“-Geschäft, in dem er Damenbekleidung verkaufte. Hennes ist schwedisch und bedeutet so viel wie „für sie“. 1968 wurde der Jagdbekleidungshändler Mauritz Widforss übernommen, der Herrenbekleidung im Sortiment führte, was die Aufnahme einer Herrenkollektion in das Angebot und die Namensänderung in Hennes & Mauritz zur Folge hatte. Die erste deutsche Filiale eröffnete 1980 im Hamburger Hanseviertel (wurde 2003 aufgegeben). In der Schweiz begann H&M bereits 1978 und in Österreich 1994. 1998 erwarb das Unternehmen die Internet-Domain HM.com für den Onlinehandel.
Am 8. Oktober 2004 fand H&Ms Börsengang an der Börse Stockholm statt, die Aktie hat die WKN 872318 und ISIN SE0000106270. Größter Anteilseigner mit rund 45 % der Aktien ist 2022 Stefan Persson.
Zwischen 2008 und 2010 übernahm der H&M-Konzern sukzessive das schwedische Modeunternehmen Fabric Scandinavien AB und bezahlte insgesamt 552 Millionen Schwedische Kronen (ca. 62 Millionen Euro) für die Akquisition. Die ehemaligen Fabric-Marken Monki, Cheap Monday und Weekday wurden in die H&M-Gruppe überführt und bestehen dort als eigenständige Marken.
Seit 2015 ist H&M Mitglied im deutschen Bündnis für nachhaltige Textilien und in der Initiative ACT (Action, Collaboration, Transformation) zur Verbesserung der Produktionsbedingungen für Arbeiterinnen und Arbeiter. Die Unternehmensgruppe wird seit den 2000er Jahren wiederholt für ihren Umgang mit Mitarbeitenden, mit der Umwelt und für ihre Unternehmenskommunikation kritisiert.

## Tätigkeit

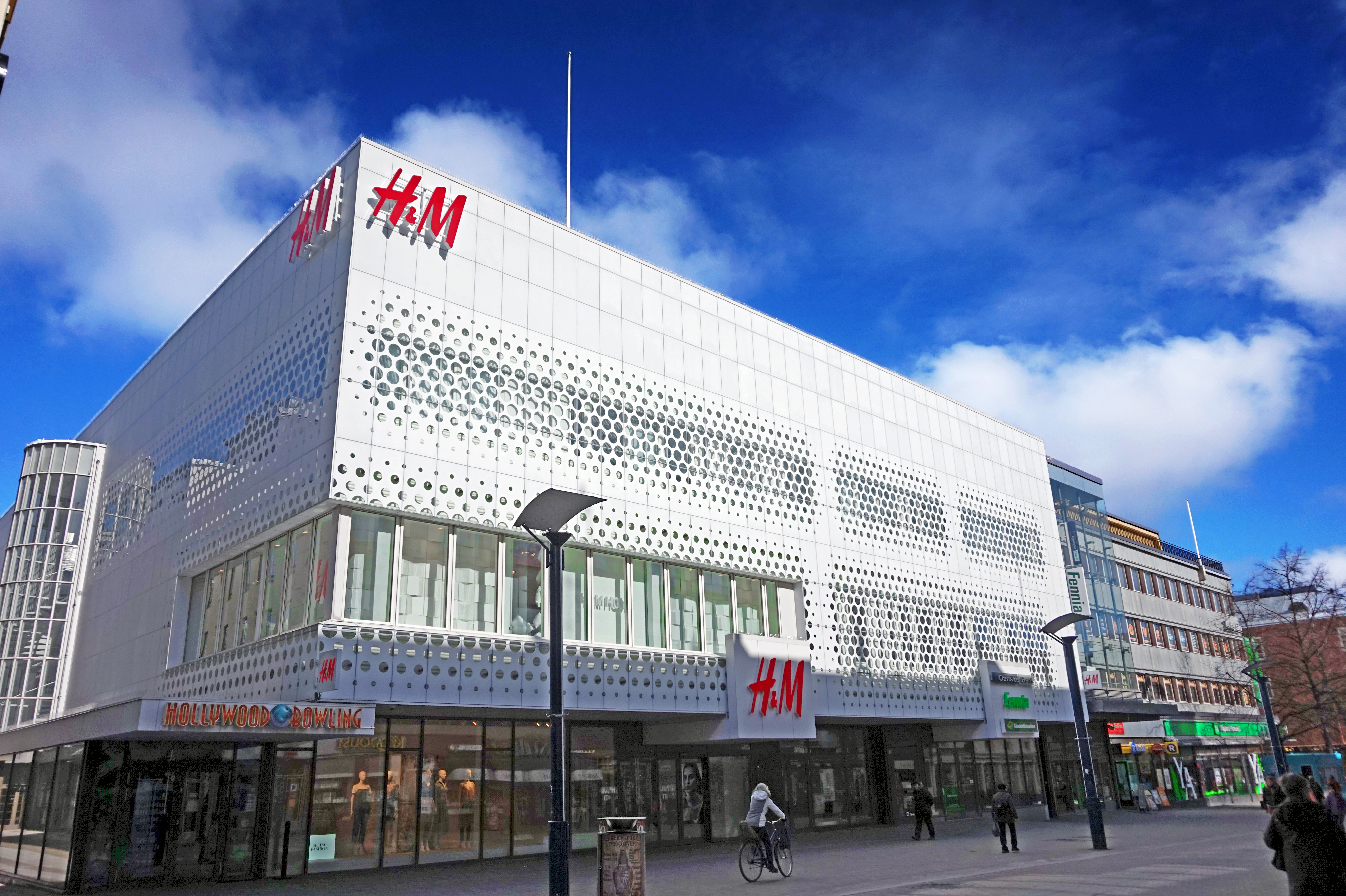
H&M-Laden in Jyväskylä, Finnland, 2017

### Verkauf
H&M betrieb 2022 über 4.000 Läden in 76 Ländern, in 56 davon ergänzt um einen Onlineshop. 2013 waren es noch etwa 3100 Filialen in 53 Ländern gewesen. Mit rund 500 Filialen und etwa einem Zehntel des Umsatzes ist China 2021 der größte Absatzmarkt. 2007 war noch Deutschland mit einem Viertel des Umsatzes der größte Markt. Im Juni 2008 fasste H&M mit einem Geschäft in Kairo im Franchising-Verfahren auf dem afrikanischen Kontinent Fuß. Die Expansion von H&M wurde am 13. September 2008 mit der Eröffnung der ersten Filiale in Japan fortgeführt. Im Januar 2013 wurde die erste Filiale in Südamerika in Santiago de Chile eröffnet. Den Höchststand an Filialen hatte H&M in Deutschland im Jahr 2018 mit 468 Geschäften, seitdem sinkt die Zahl kontinuierlich.
In Folge des Russischen Überfalls auf die Ukraine 2022 stellte H&M Anfang März 2022 die Verkäufe in Russland ein. Mitte Juli 2022 wurde bekanntgegeben, dass sich H&M nach einem Abverkauf der restlichen Warenbestände komplett vom russischen Markt zurückzieht; zu diesem Zeitpunkt waren etwa 6000 Mitarbeiter in den 170 russischen Filialen beschäftigt.

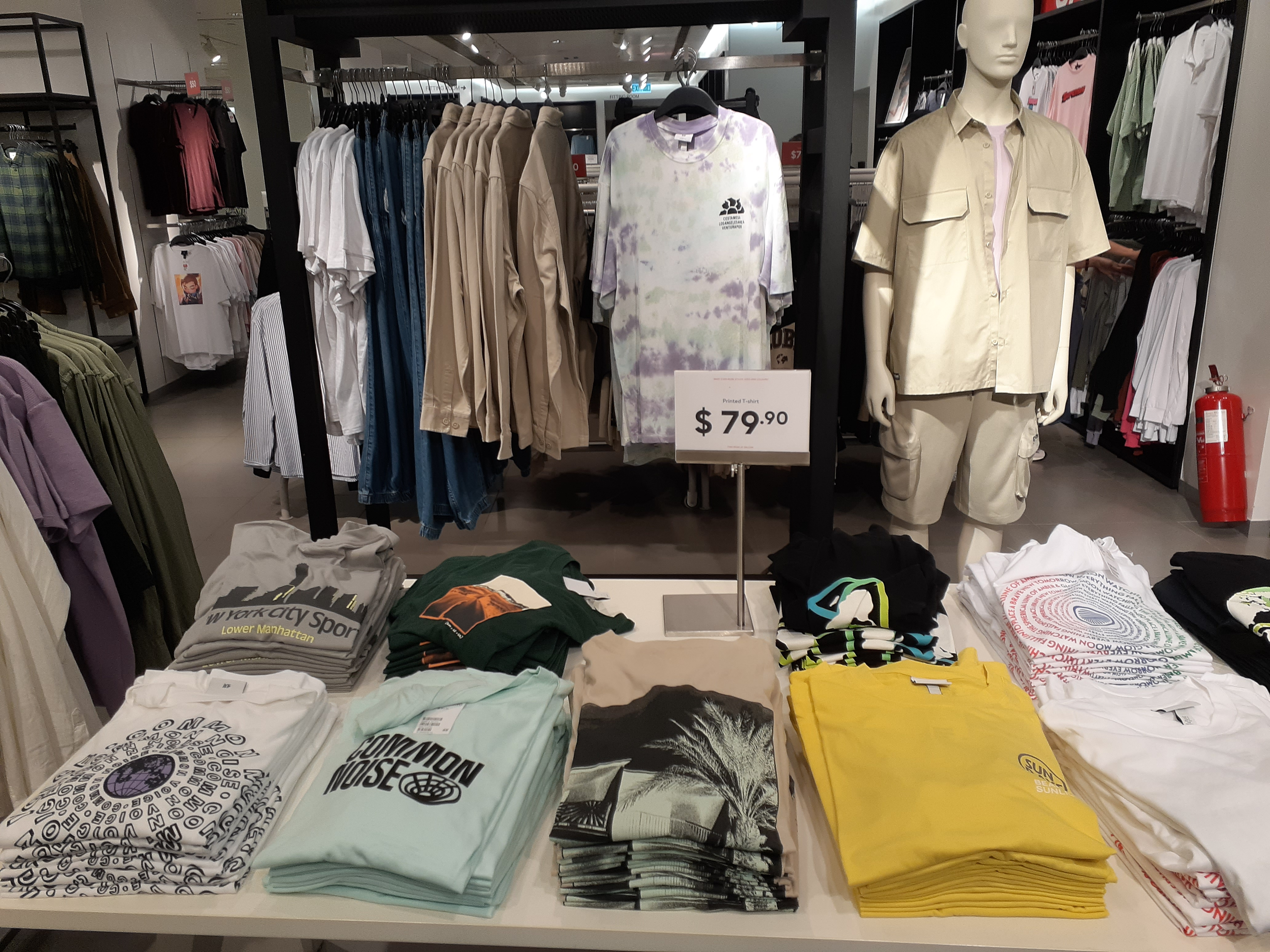
Auslage eines H&M-Geschäfts, Hongkong, 2021

### Unternehmensstruktur
Die Absatzländer sind firmenintern in „Areas“ unterteilt; in den Gebieten werden die Läden von einem „Area Team“ gesteuert. In den Absatzländern ist ein „Country Team“ in einem „Support Office“ tätig, das die Schnittstelle zwischen den Verkaufsgebieten und der Firmenzentrale bildet. Das deutsche „Support Office“ befindet sich in Hamburg, wie auch das deutsche „Distribution Center“.
Das Führungsteam eines Geschäfts besteht aus dem „Store Manager“ und „Department Managern“, die für die einzelnen Abteilungen zuständig sind. Hinzu kommen „Visual Merchandiser“, die mit der Warenpräsentation betraut sind, „Shop Controller“ für Kassenabrechnung und Arbeitszeiterfassung etc., sowie Lagerverantwortliche für Warenannahme, Auspacken etc. Mitarbeiter im Verkauf werden als „Sales Advisor“ bezeichnet.

### Produktion
H&M besitzt kaum eigene Produktionsstätten, sondern lässt die Ware vor allem in Asien, überwiegend in China und Bangladesch, herstellen. Laut eigenen Angaben arbeiteten 2022 über 602 Hersteller in über 1519 Fabriken in Europa, Asien und Afrika für die H&M-Gruppe. Laut dem H&M-Nachhaltigkeitsbericht von 2011 produzierten 747 Hersteller für H&M. Davon wurden 150 als langfristige Partner aufgeführt, von denen 58 % der Ware bezogen wurde. Jeweils rund 60 dieser langfristigen Partner waren in Ost- und Südasien tätig, 30 in Europa, Nordafrika und der Türkei. Insgesamt wurde von Partnern in 1652 Fabriken weltweit für H&M produziert. 392 davon wurden als Schlüsselfabriken erwähnt, die mit 52 % zur Gesamtproduktion beitragen und von denen sich 186 in Asien befinden. Seit 2013 veröffentlicht H&M seine Lieferantenliste vollständig.

## Marken

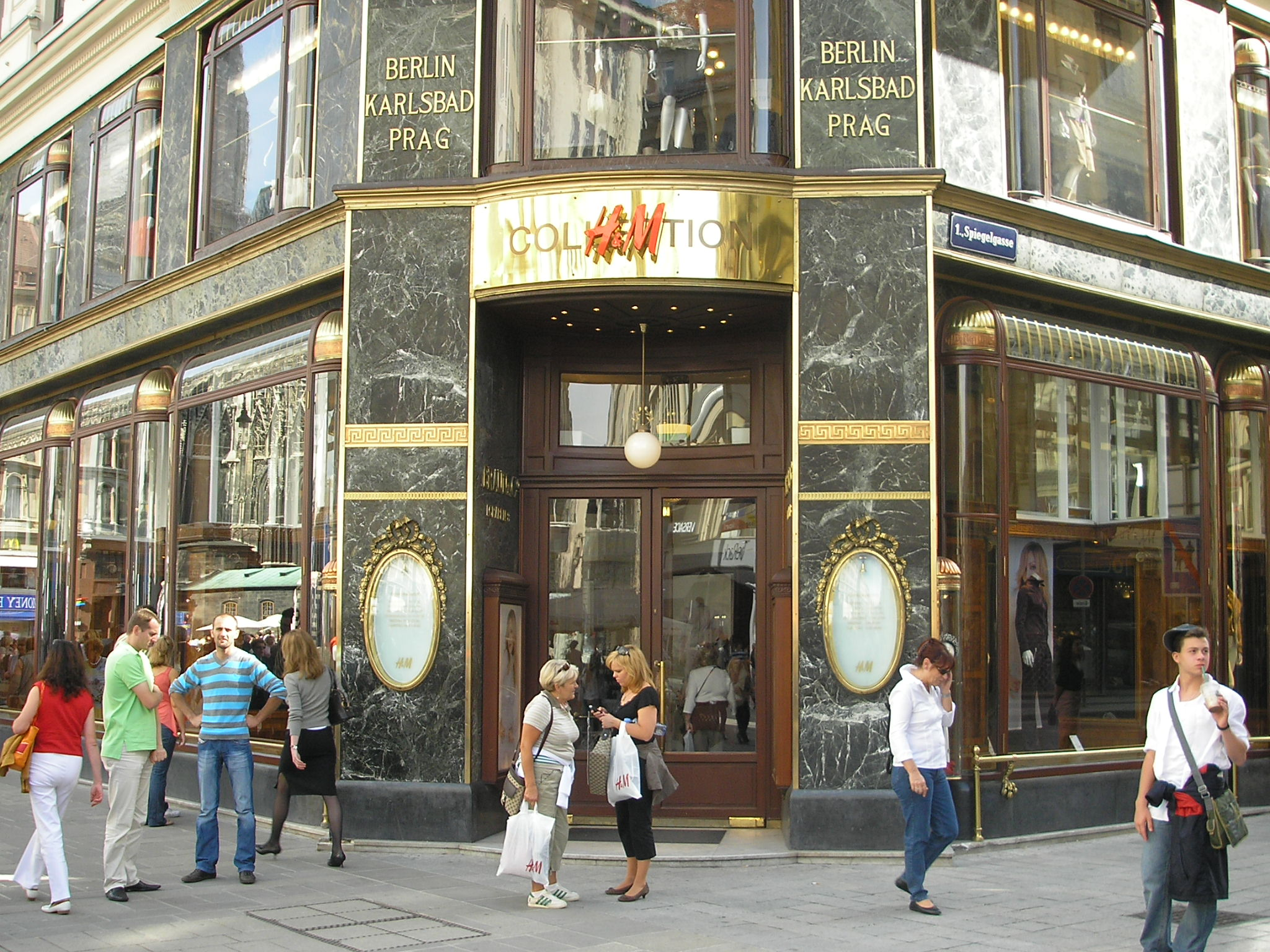
H&M in Wien, ehemals Geschäft von E. Braun & Co., 2006

### H&M
Unter dieser Marke werden in den H&M-Geschäften seit den 1970er-Jahren (zuvor hieß die Marke Hennes bzw. Hennes & Mauritz) Bekleidung und Accessoires für Damen, Herren und Kinder im unteren bis mittleren Preissegment verkauft. H&M-Untermarken sind unter anderem Divided (jugendliche Damen- und Herrenmode), L.O.G.G. (Freizeitmode), &denim (Jeans), H&M+ (große Damengrößen), MAMA (Schwangerschaftsmode), Trend (gehobene Modekollektionen), Basics (Unterwäsche), Conscious (nachhaltig produzierte Artikel), Premium Quality (hochwertigere Materialqualitäten), H&M Edition (gehobene Herrenkollektion, seit 2017), H&M Studio (halbjährige Designer-Kollektion) und by H&M (Kosmetik). Die Marken für Businessmode Hennes (Damen) und Conwell (Herren) wurden eingestellt. Für den Wohnbereich wurde 2009 die Marke H&M Home eingeführt, die zu Beginn nur online erhältlich war. Seit 2018 gibt es die H&M Home-Produkte auch in Ladengeschäften.
Ende 2017 begann H&M, die Ladengeschäfte in London und Stockholm mit Cafés namens It's Pleat auszustatten. Für 2019 kündigte H&M die Umgestaltung der bislang oftmals mit Ware überladenen Ladengeschäfte hin zu moderneren und kundenfreundlicheren Einkaufsorten mit Cafés und externen Marken im Sortiment an.
Besondere Kollektionen

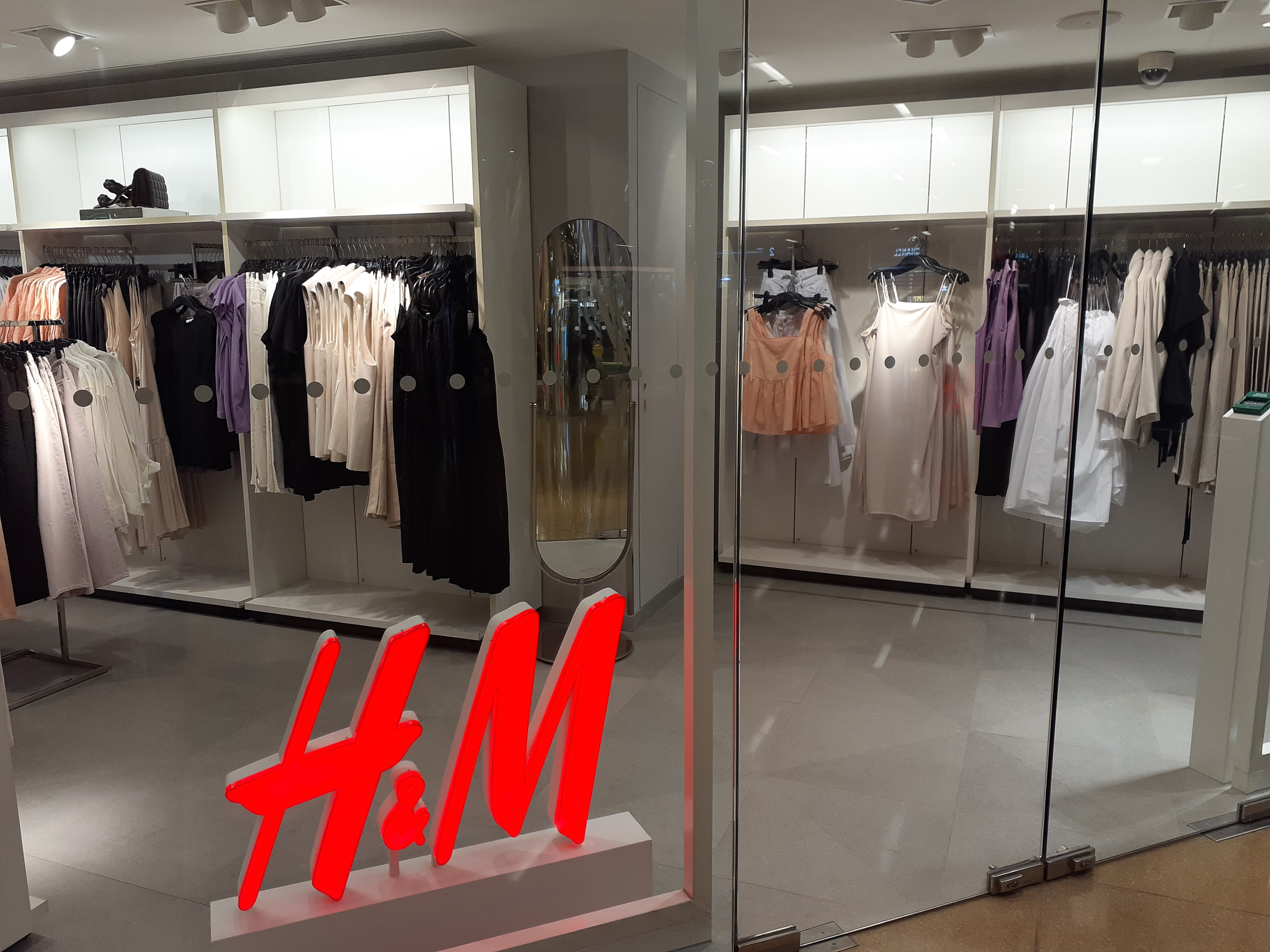
Blick in ein H&M-Geschäft in Hongkong, 2021

Im November 2004 präsentierte H&M erstmals eine Kooperationskollektion mit einem international bekannten Modedesigner. Seither sind in regelmäßigen Abständen Designer-Kollektionen von H&M und bekannten Designer-Modemarken, die preislich etwas oder auch deutlich über dem sonstigen H&M-Sortiment, aber dennoch weit unter dem Niveau der eigentlichen Designer-Marke liegen, exklusiv in den H&M-Filialen und seit Ende der 2000er-Jahre zusätzlich auch im eigenen Onlineshop angeboten worden. H&M lässt hierfür bei den eigenen Zulieferern in hohen Volumina die von den Designern entworfenen Artikel zu günstigen Herstellkosten produzieren. Die in Stückzahl und Angebotszeitraum limitierten Kollektionen haben in der Vergangenheit mitunter großes Medieninteresse ausgelöst und zu Warteschlangen vor den H&M-Filialen geführt. Das Unternehmen musste Einlass-Konzepte entwickeln, um dem Kundenandrang gerecht zu werden.
- Karl Lagerfeld[34] (November 2004) – Bekleidung und Accessoires für Damen und Herren
- Elio Fiorucci (Frühjahr 2005) – hundertteilige Kollektion mit Damenmode und Accessoires. Die Kooperation fand mit dem Designer Elio Fiorucci statt. Die von ihm 1967 gegründete Modemarke Fiorucci, die er 1989 an den japanischen Jeans-Hersteller EDWIN verkaufte, war daran nicht beteiligt. Wegen Rechtsstreitigkeiten mit EDWIN wurde die Kollektion bspw. in den USA nicht verkauft.
- Stella McCartney[35] (November 2005) – Damenkollektion mit Bekleidung und Accessoires
- Viktor & Rolf[36] (November 2006) – fünfzigteilige Kollektion für Damen und Herren
- Roberto Cavalli (2007) – zwanzig Herren- und 25 Damenartikel unter dem Motto „roberto cavalli @ H&M“. Von einem Cavalli-Damenkleid im Wert von 299 Euro, geschneidert aus acht Meter plissiertem Goldlamé, gab es weltweit nur 800 Stück. Es war eines der teuersten Kleidungsstücke, das die schwedische Modekette bis zu diesem Zeitpunkt in ihren Läden verkauft hatte.
- Comme des Garçons (2008) – Bekleidung und Accessoires für Damen und Herren
- Matthew Williamson[37] (2009) – Damenbekleidung, Bademode und Accessoires.
- Jimmy Choo (2009) – Bekleidung, Schuhe und Accessoires für Damen und in kleinerem Umfang auch Herren
- Sonia Rykiel[38] (2009) – Damen- und Mädchenbekleidung, Accessoires und Unterwäsche
- Lanvin[39] (2010) – Bekleidung und Accessoires für Damen und Herren
- Versace[40] (2011) – Bekleidung und Accessoires für Damen und Herren unter dem Motto The Very Best of Versace for H&M
- Marni[41] (Frühjahr 2012) – Bekleidung und Accessoires für Damen und Herren
- Zwei Kleider von Maison Martin Margiela, rechts für H&M, 2012Maison Martin Margiela[42] (November 2012) – „Best of Margiela“-Kollektion mit Bekleidung und Accessoires für Damen und Herren zu Verkaufspreisen bis 299 Euro[43]
- Isabel Marant (November 2013) – Bekleidung und Accessoires für Damen und Herren
- Alexander Wang (November 2014) – Bekleidung und Accessoires für Damen und Herren[44][45]
- Balmain (November 2015) – Bekleidung und Accessoires für Damen und Herren[46][47]
- Kenzo (November 2016) – Bekleidung und Accessoires für Damen und Herren
- Erdem (November 2017) – Bekleidung und Accessoires für Damen und Herren[48]
- Moschino (November 2018) – Bekleidung und Accessoires für Damen und Herren[49]

Darüber hinaus ging H&M weitere Kooperationen ein:
- Madonna (Frühjahr 2007) – von Madonna entworfene Modekollektion
- Kylie Minogue (Sommer 2007) – H&M loves Kylie Bademodekollektion
- Fashion Against Aids (2008–2012) – von Prominenten entworfene T-Shirts zugunsten der Aids-Hilfe, darunter Rihanna, Chicks on Speed, Tokio Hotel[50]
- WaterAid Collection (2011) – zugunsten von WaterAid[51]
- Anna Dello Russo (Oktober 2012) – Schuhe und Accessoires für Damen
- Cro (April 2013) – Bekleidung und Accessoires für Damen und Herren
- Beyoncé (Sommer 2013) – Bademoden und Sommerkleidung für Damen

Seit Juni 2007 enthält das Computerspiel Die Sims 2 ein eigenes Accessoires-Pack von H&M. Dieses wurde von H&M selbst in Auftrag gegeben und enthält viele Kleidungsstücke und typische Bauelemente des Unternehmens.

### COS

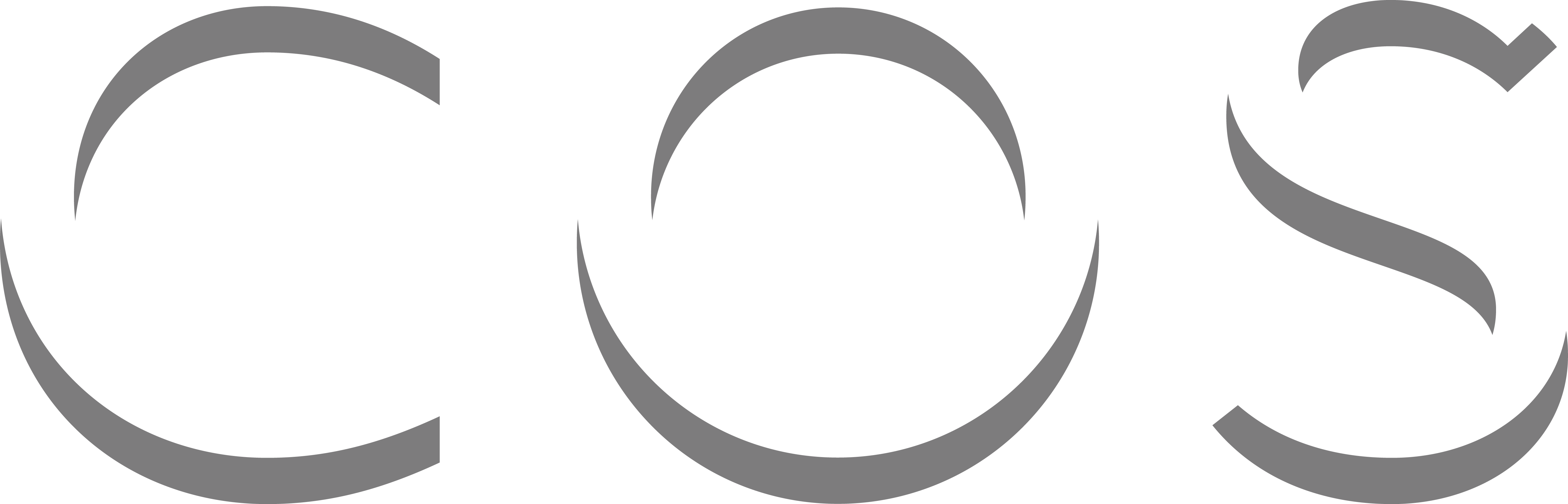
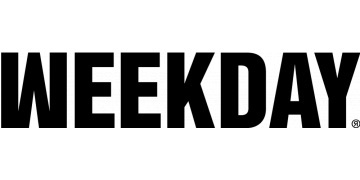
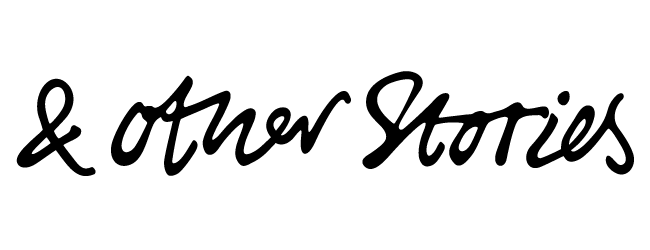
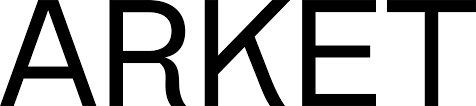
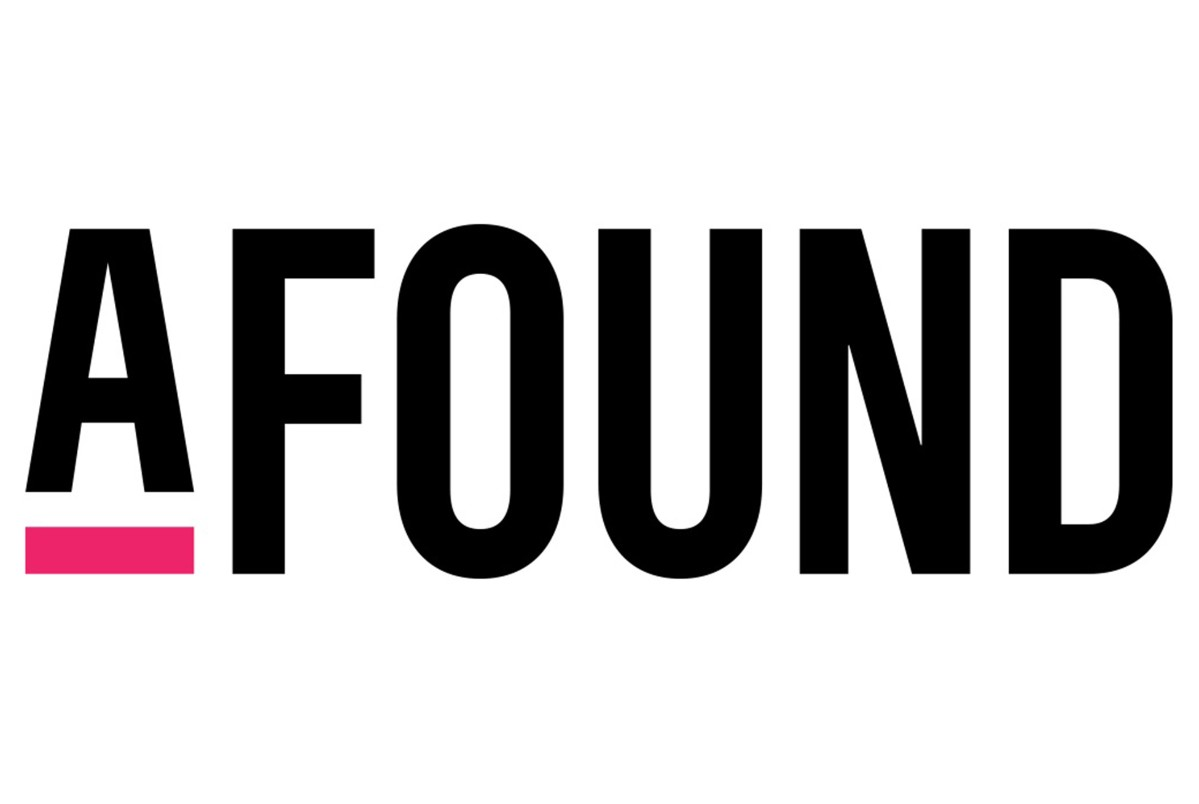
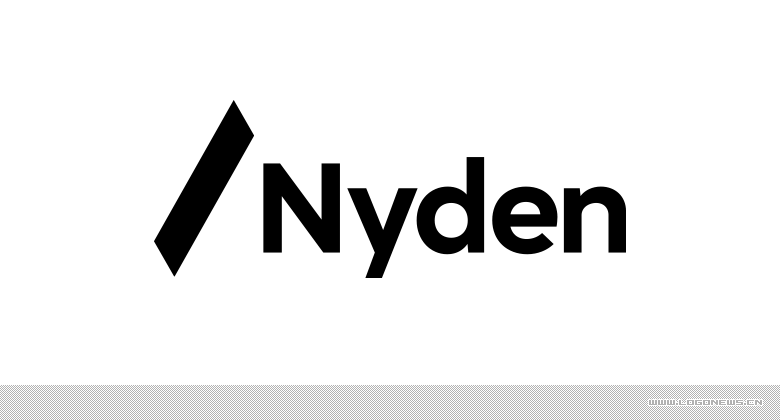

COS (kurz für: Collection Of Style) ist ein 2007 lanciertes Mode-Konzept von H&M im gehobenen Preis- und Qualitätssegment, es wird von der Landesgesellschaft Hennes Ltd. mit Sitz in London (Vereinigtes Königreich) gesteuert. Mit COS versucht die Gruppe Hennes & Mauritz im Bereich mittelpreisiger und qualitativ hochwertiger Damen- und Herrenkonfektion sowie Kindermode (2010 bis 2021) und Accessoires Fuß zu fassen. COS ist keine Tochtergesellschaft und keine Firma, lediglich ein Fashion-Konzept von H&M. Bekleidung, Accessoires und Schuhe der Marke COS werden über ein eigenes Netzwerk von COS-Filialen, die sich erkennbar von den H&M-Filialen unterscheiden, sowie über einen eigenen COS-Onlineshop zum Verkauf angeboten. Der erste Shop nach dem COS-Konzept wurde am 16. März 2007 in London eröffnet. Ende März 2007 folgten die ersten COS-Geschäfte in Deutschland (Hamburg, Berlin, Düsseldorf und München). 2012 gab es insgesamt 55 COS-Ladengeschäfte in Europa, Asien (China und Hongkong) sowie im Nahen Osten (Kuwait), davon allein 12 in neun deutschen Städten. Im Jahr 2023 war COS in Deutschland 21 mal vertreten: viermal in Berlin, dreimal in München, zweimal in Frankfurt am Main und je einmal in Augsburg, Bonn, Düsseldorf, Hamburg, Hannover, Köln, Konstanz, Leipzig, Mannheim, Münster, Nürnberg und Wiesbaden. In Österreich ist COS 2023 zweimal in Wien und je einmal in Graz und Innsbruck, in der Schweiz (Stand 2023) zweimal in Zürich sowie je einmal in Basel, Genf und Lausanne vertreten.

### Monki
Seit 2008 ist die jugendlich unkonventionelle Damenmarke Monki mit Bekleidung und Accessoires Teil der H&M-Gruppe. Monki war 2005 gegründet worden und eröffnete 2006 drei Ladengeschäfte in Stockholm. Eigene Monki-Ladengeschäfte existieren mittlerweile in China, Dänemark, Deutschland, Österreich, Finnland, Frankreich, Hongkong, Norwegen, Russland, Schweden und den Niederlanden. Über den Onlineshop werden 18 Länder bedient.

### Cheap Monday
Die im unteren Preissegment angesiedelte, jeanslastige Streetwear-Marke Cheap Monday gehört seit 2008 zum H&M-Konzern. Cheap Monday war ursprünglich im Jahr 2000 in Schweden gegründet worden. Die ersten Artikel unter dem Namen Cheap Monday wurden ab 2004 verkauft. H&M kaufte die Marke ab 2006 von deren Eigentümern auf. Unter der Marke werden Ladengeschäfte in Kopenhagen, London, Stockholm, Peking und Shenyang betrieben. H&M betreibt für Cheap Monday seit 2013 einen Onlineshop in 18 europäischen Ländern. Die Marke ist zudem weltweit im – zum Teil auch gehobenen – Einzelhandel vertreten. Ende 2018 kündigte H&M an, die Marke Cheap Monday zum Juni 2019 einzustellen.

### Weekday
Weekday mit der Untermarke MTWTFSS (Anfangsbuchstaben der Wochentage auf Englisch) ist seit 2008 eine progressive Modemarke im unteren Mittelpreissegment für junge Frauen und Männer im H&M-Konzern. Die Gründer der Marke Cheap Monday hatten ihr einziges Ladengeschäft in einem Vorort von Stockholm zunächst Weekday genannt. Daraus entwickelte sich eine eigene Marke mit eigenen Verkaufsstellen. H&M übernahm die Marke Weekday 2006 und integrierte sie in den H&M-Konzern. Weekday-Ladengeschäfte, in denen neben der eigenen Marke auch Artikel der Konzernmarke Cheap Monday angeboten werden, gibt es in Deutschland, Dänemark, Finnland, Norwegen, Schweden, Japan, Österreich und den Niederlanden. Der 2013 gestartete Onlinehandel bedient 18 Länder.

### & other Stories

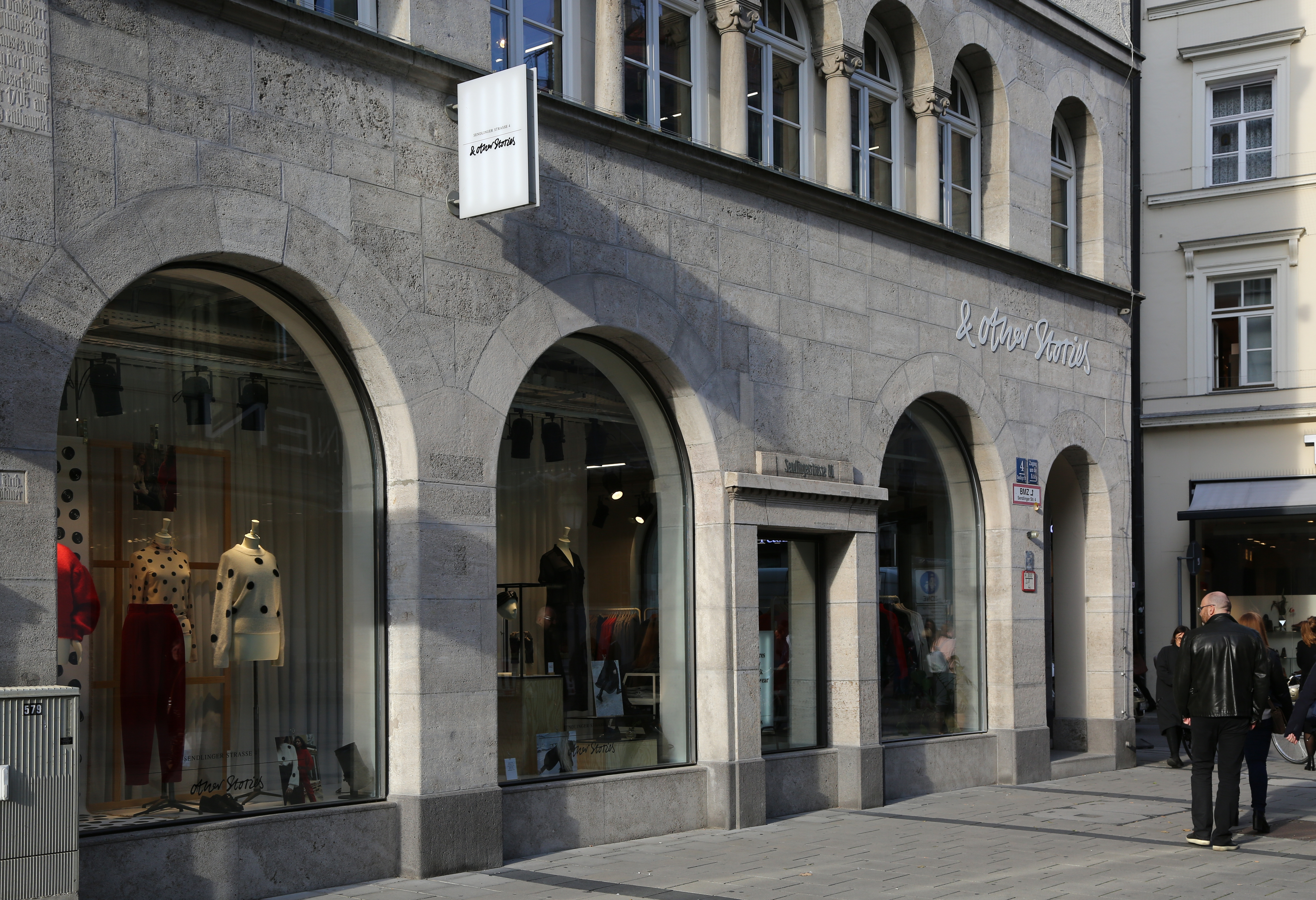
& other Stories Filiale in München

& other Stories (dt.: & andere Geschichten) ist eine im März 2013 für Damen auf den Markt gebrachte Marke für Damenkleidung, Schuhe, Kosmetik und Dekorationsartikel innerhalb des H&M-Konzerns. Für die Marke, die sich an mode- und qualitätsbewusste Frauen richtet, wurden eigene Ladengeschäfte u. a. in Kopenhagen, London, Paris, Wien, Berlin (3×), Mailand, Barcelona, Brüssel und Amsterdam eröffnet. Außerdem können die Artikel in zehn europäischen Ländern im eigenen Onlineshop erworben werden.

### Arket

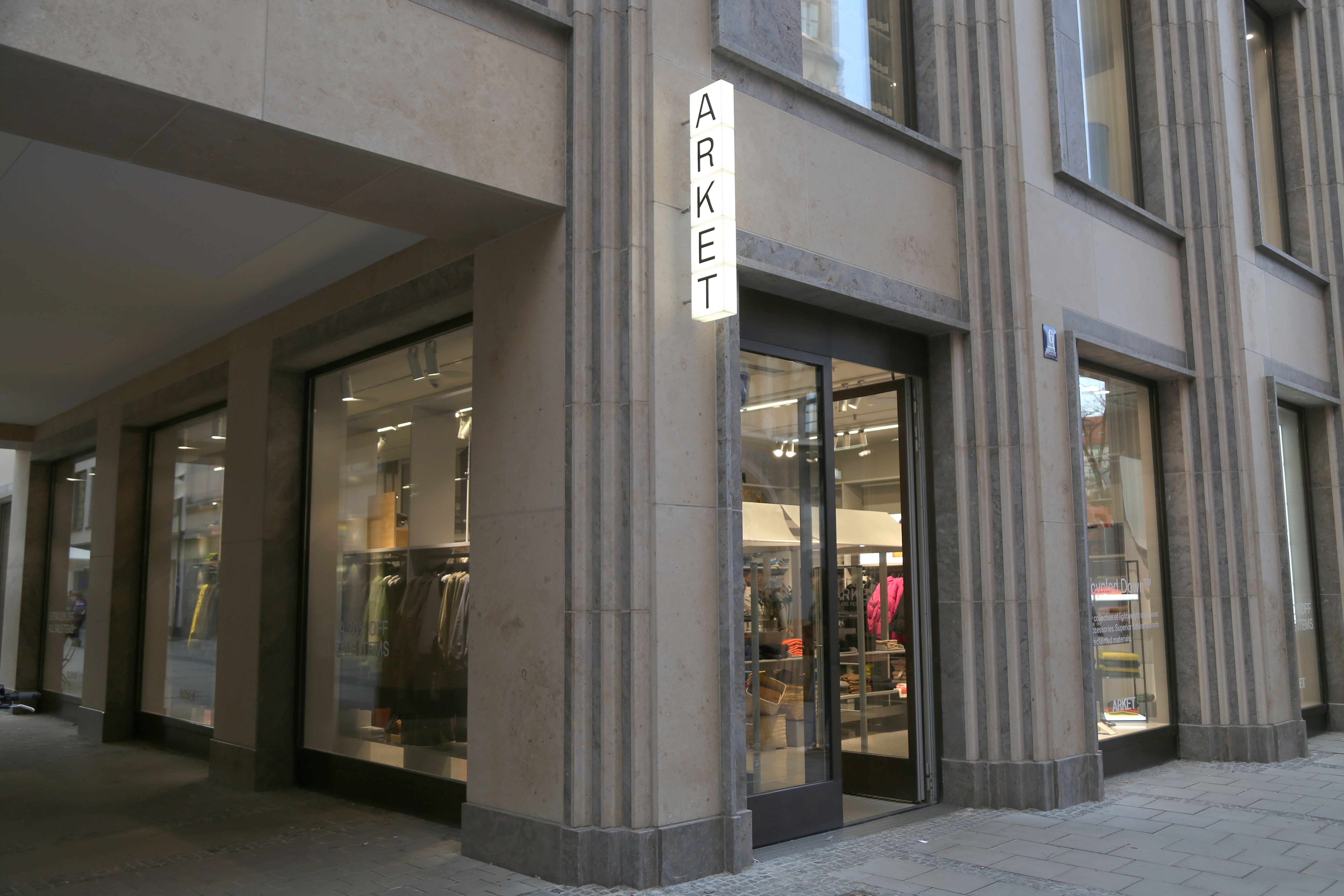
Arket Filiale in München

2017 kündigte H&M den Start der Marke Arket (schwedisch für ‚Blatt Papier‘) mit eigenen Geschäften und einem Onlineshop an. Es handelt sich um einen Marktplatz mit Produkten wie Bekleidung und Accessoires für Männer, Frauen, Kinder und den häuslichen Bereich im mittleren Preissegment. Das erste Arket-Ladengeschäft öffnete im August 2017 in London seine Türen. Bislang wurden 25 weitere Geschäfte, die jeweils mit einem Café ausgestattet sind, in sechs westeuropäischen Ländern eröffnet, darunter in Berlin, Hamburg, Köln und München.

### Afound
Im Juni 2018 eröffnete H&M unter dem Namen Afound Outlet-Geschäfte in Stockholm und Malmö, in denen hochpreisige Designer-Marken und H&M-Marken zu günstigeren Preisen verkauft werden. Es folgten weitere Ladengeschäfte in Göteborg und Kristianstad sowie ein Onlineshop. Afound ist bislang auf den schwedischen Markt begrenzt.

### /Nyden
Ende 2017 gab H&M den Start der Modemarke /Nyden (schwedisch ny für ‚neu‘ und den für ‚es‘) mit erschwinglicher Luxusmode für die Zielgruppe Generation Y im mittleren bis gehobenen Preissegment bekannt. Im April wurde der /Nyden-Onlineshop mit nahezu weltweitem Versand eröffnet; stationäre Ladengeschäfte gibt es nicht. Designer-Teams in Stockholm und Los Angeles arbeiten in Kollaborationen mit Prominenten zusammen, darunter der Schauspieler Hart Denton aus Riverdale, der US-Stylist Farren Dean Andrea, der Tattoo-Künstler Doctor Woo aus Los Angeles und die amerikanische Sängerin Justine Skye. Im Juli 2018 verließ der /Nyden-Chef Oscar Olsson das Unternehmen, und die Marke wurde in einigen Ländern auch über den H&M-Onlineshop vertrieben. Die Internetseite der Marke sowie die Instagram-Seite @WearNyden wurden inzwischen vom Netz genommen.

## Kritik

Teil eines H&M-Etiketts

### Produktion

#### Kinder als Baumwollpflücker
2007 berichtete ein schwedischer Fernsehsender, dass sich in der Zulieferkette von H&M Baumwolle aus Usbekistan, einem der weltweit größten Baumwollproduzenten, befindet. Diese wird dort, staatlich verordnet, häufig von Kindern gepflückt. H&M versuchte nicht, diesen Vorwurf zu entkräften und erläuterte: „Wir glauben nicht, dass ein Boykott den gewünschten Effekt für die Situation der Kinder und Menschen in Usbekistan hätte.“ Als Konsequenz fordert das schwedische Unternehmen nun von seinen Baumwollankäufern und Spinnereien, keine von Kinderhand gepflückte Baumwolle mehr zu verwenden. Seit 2008 kooperiert H&M in einem gemeinsamen Projekt mit UNICEF mit dem Ziel, Behörden und Eltern über die negativen Folgen von Kinderarbeit aufzuklären. Im Herbst 2008 berichtete das ARD-Politikmagazin Report Mainz, dass H&M unter miserablen Bedingungen in Bangladesch produzieren lässt.

#### Zahlung gesetzlicher Mindestlohn in Bangladesch
Anlässlich eines Aufstandes von Textilarbeitern in Bangladesch im Dezember 2010 kritisierte die NGO Kampagne für Saubere Kleidung, dass H&M zu geringe Löhne in den Produktionsländern dulde. Zwar fordert die Modekette zusammen mit Tchibo und Gap die Regierung von Bangladesch dazu auf, den Mindestlohn anzuheben und regelmäßig an die veränderten Lebenskosten anzupassen. H&M weigerte sich jedoch, von sich aus mehr als den gesetzlichen Mindestlohn zu zahlen mit der Begründung, dies sei schwer zu kontrollieren, da die Fabriken „für viele verschiedene Unternehmen unter einem Dach“ arbeiteten. Die NGO hielt dies für eine Ausrede.

#### „Aussteuern“ von Produzenten in Produktionsländern
Weitere Kritik wurde in einer Reportage der Sendereihe ZDFzoom, die erstmals am 29. Oktober 2014 ausgestrahlt wurde, geäußert. Darin wurde bekannt, dass H&M die Tochterfirmen in den Produktionsländern, beispielsweise in Bangladesch, lediglich die örtlichen Produzenten „aussteuern“ lässt. Die Kleidung wird konzernrechtlich jedoch immer für H&M in Schweden hergestellt. Am Produktionsort erwirtschaftet H&M daher kein Geld und zahlt dadurch in den Produktionsländern auch keine Steuern. Auch die Arbeitsbedingungen in den Textilfabriken in Bangladesch und Äthiopien wurden in der Reportage kritisiert.

#### Arbeitsverhältnisse Textilarbeiter
Im November 2014 strahlte die norwegische Aftenposten die Dokumentation Sweatshop – Deadly Fashion aus. In dieser Dokumentation standen vor allem die Arbeitsverhältnisse kambodschanischer Textilarbeiter und der Unterschied zu ihrem Leben im Vergleich zu drei jungen norwegischen Modebloggern im Mittelpunkt. Aufgrund des skandinavischen Hintergrundes der Dokumentation wurde vor allem H&M immer wieder negativ genannt, stand jedoch nicht zu einem Interview bereit. Das Unternehmen wies jedoch in einer Stellungnahme am Ende von Episode 5 auf das 2013 gestartete Unternehmensprogramm zur Verbesserung der Lebensverhältnisse der eigenen Arbeiter hin und ließ klarstellen, dass diese Dokumentation „in keiner Relation zur Unternehmensphilosophie von H&M“ stehe, sowie dass die Kommentare der drei Protagonisten „ein falsches Bild der Verhältnisse der Zulieferer und des Unternehmens“ zeichneten.

### Arbeitsbedingungen
H&M wird wegen schlechter Arbeitsbedingungen in den Verkaufsfilialen kritisiert. Im Jahr 2006 bemängelte die Hans-Böckler-Stiftung, dass bei H&M kein Personalpuffer organisiert wird und sich Krankheit, Qualitätsmängel etc. direkt auf die Arbeitslast der Mitarbeiter auswirken. Diese Maximierung der Arbeitsbelastung geschehe laut der Stiftung bei H&M teils vorsätzlich, um den Gruppenzwang und Korpsgeist unter den Mitarbeitern zu fördern.
Tatsächlich etablierte H&M eine Praxis der Arbeit auf Abruf: Viele Mitarbeiter sind mit sogenannten Flex-Verträgen angestellt. Dabei sehen Arbeitsverträge beispielsweise 10, 15, oder 20 Mindeststunden pro Woche vor, legen jedoch nicht fest, wann der Mitarbeiter arbeitet. Durch die Arbeit auf Abruf müssen sich Beschäftigte jederzeit bereithalten, um eine Schicht zu übernehmen. Zusammen mit der Tatsache, dass die Mitarbeiter wegen der hohen Anforderungen an ihre Flexibilität keine weiteren Jobs annehmen können, seien sie dem Risiko ausgesetzt, nicht genügend für ihren Lebensunterhalt zu verdienen, berichteten Beschäftigte. Ob und wieweit er über die Mindeststunden hinaus arbeiten kann, hängt in der Praxis vom Bedarf des Filialleiters ab. Dadurch schwankt das Einkommen von Monat zu Monat stark, weshalb Mitarbeiter sich gezwungen sehen, auch kurzfristig eine Schicht zu übernehmen, da sie sonst nicht auf das festgelegte Gehalt kommen. Nach einer Umfrage bei den H&M-Betriebsräten arbeiteten 2017 in den von ihnen betreuten Filialen 41 Prozent der Beschäftigten auf Abruf. Nach Ansicht der Gewerkschaft ver.di geht dieser Prozess auf Filialschließungen und Personalabbau zurück. H&M wurde zudem vorgeworfen, die Arbeit der Betriebsräte und die Mitarbeitermitbestimmung zu erschweren.

### Datenschutz-Verstöße
Ende 2019 machten die Frankfurter Allgemeine Zeitung sowie der Bayerische Rundfunk bekannt, dass Führungskräfte im H&M-Kundenservicezentrum in Nürnberg, welches das Onlineverkaufsgeschäft für den deutschen und österreichischen Markt betreut, Notizen zu Mitarbeitergesprächen systematisch dokumentiert und in einem internen Ordner-System gespeichert hatten. Die Notizen enthielten teilweise äußerst sensible Informationen zum Gesundheitszustand, zu Beziehungsproblemen und zum sonstigen privaten Umfeld der beschäftigten Mitarbeiter. Die Hamburger Datenschutzbehörde nahm daraufhin Ermittlungen in der Deutschlandzentrale von H&M in Hamburg und in Nürnberg auf. Der Datenschutzvorfall war im Oktober 2019 bekanntgeworden, nachdem die Dateiordner, auf die nur Führungskräfte Zugriff hatten, kurzzeitig versehentlich einem „erweiterten inneren Personenkreis“ zugänglich waren. Über den Datenschutzverstoß berichteten bereits im Oktober 2019 u. a. die FAZ, Die Welt und die beiden großen österreichischen Tageszeitungen Die Presse und Der Standard. Der Bayerische Rundfunk berichtete zudem von manipulierten Datensätzen, wenn betroffene Mitarbeiter Einsicht in die über sie gesammelten Informationen nehmen wollen. Im Januar 2020 leitete die Hamburger Datenschutzbehörde nach Berichten des Bayerischen Rundfunks wegen des Vorfalls ein Bußgeldverfahren gegen H&M ein. Nach Prüfung von 66 Gigabyte an Daten habe man „hinreichend Anhaltspunkte für eine Ordnungswidrigkeit“ gefunden. Johannes Caspar, der Landesbeauftragte für den Datenschutz in Hamburg, erklärte, man habe einen „derartig gravierenden“ Verstoß lange nicht mehr gesehen; der Umfang der Ausforschungen sei „in den letzten Jahren ohne vergleichbares Beispiel“. Das Bußgeldverfahren wurde im Oktober 2020 mit einem Bußgeldbescheid über 35,3 Millionen Euro abgeschlossen. Die Höhe des Bußgeldes dient laut Datenschutzbehörde auch zur Abschreckung für andere Unternehmen.
H&M wurde im Rahmen dieses Vorfalls durch den Verein Digitalcourage im Jahr 2020 mit einem Big Brother Award, dem Negativpreises für Datenkraken, im Bereich Arbeitswelt ausgezeichnet.
Infolge des Abhörskandals zahlte das Unternehmen freiwillige Entschädigungsleistungen in Höhe von je 2.500 Euro für die Beschäftigten. Mitarbeiter kritisierten jedoch, dass davon auch leitende Angestellte profitierten, die an den Ausforschungen beteiligt waren.
Mit Wirkung zum 1. Dezember 2022 verkaufte H&M das Kundenservice-Center in Nürnberg an den international tätigen französischen Callcenter-Betreiber Webhelp.

### Recycling
In Dänemark verbrannte H&M jährlich durchschnittlich 12 Tonnen Kleidung, in Schweden rund 19 Tonnen (2016). Nach Angaben des Unternehmens sei dies Teil seiner „globalen Routine“, es handele sich dabei um Kleidung, die während des Transports durch Wasser und Schimmel beschädigt wurde, oder um Kleidung, die übermäßig viele nicht zugelassene Chemikalien enthält.

### Aussetzung von Mietzahlungen während der COVID-19-Pandemie
Ende März 2020 kündigte H&M aus Anlass der COVID-19-Pandemie an, für die vertraglich vereinbarten Mietzahlungen für einen Teil seiner geschlossenen Einzelhandelsgeschäfte in Deutschland und Großbritannien Stundungen in Anspruch nehmen zu wollen. Dies löste in den Medien und der Gesellschaft große Kritik und Aufforderung zum Boykott aus.

### Greenwashing
2022 gab es mehrere Fälle, in denen H&M vorgeworfen wurde, Produkte fälschlicherweise als „nachhaltiger“ zu bewerben (Greenwashing). Im Juni verwarnte das norwegische Kartellamt H&M wegen einer irreführenden Verwendung des sogenannten Higg-Indexes, eines Nachhaltigkeitsindikators der Sustainable Apparel Coalition (SAC). Nachdem auch das Nachrichtenportal Quartz darlegte, wie H&M die Nachhaltigkeit von Produkten durch den Higg-Index geschönt habe, erklärte die SAC wenige Wochen später, den Indikator vorübergehend auszusetzen und neu bewerten zu wollen. Wenig später verklagte eine Kundin in New York H&M wegen irreführender Werbung als Conscious Choice. Die niederländische Autoriteit Consument en Markt rügte H&M sowie Decathlon wegen unklarer und teils irreführender Versprechen zur Nachhaltigkeit.

## Auszeichnungen
- 2011: Verbraucher Initiative Goldmedaille für das Engagement als „Nachhaltiges Einzelhandelsunternehmen“[96]
- 2020: Big Brother Award in der Kategorie „Arbeitswelt“

H&M -Filialen in den Weltstädten
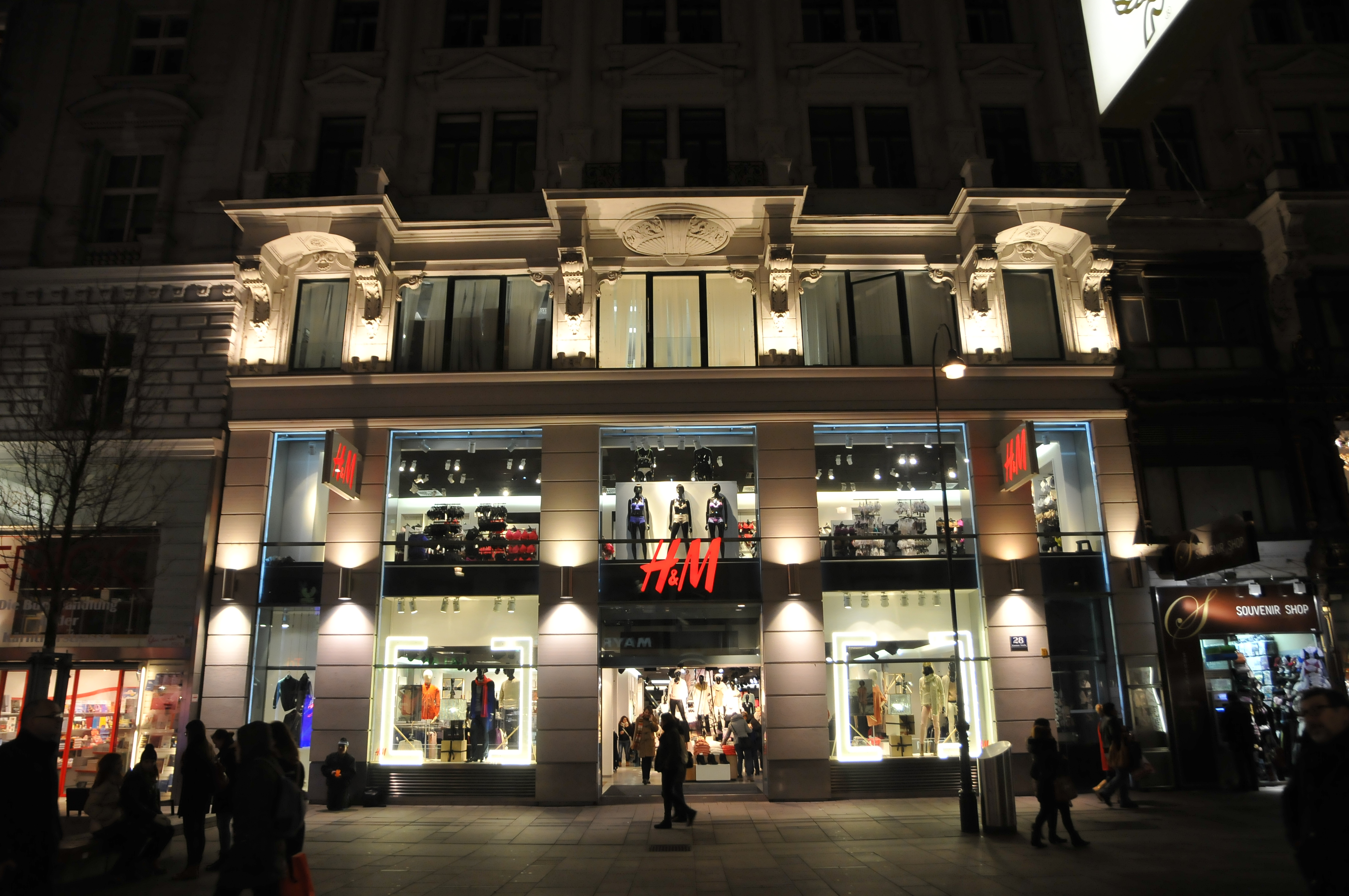
Wien
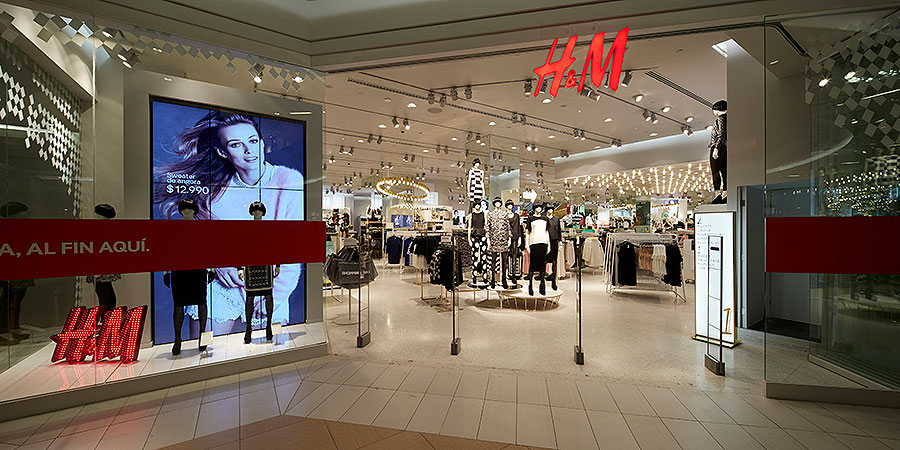
Santiago de Chile
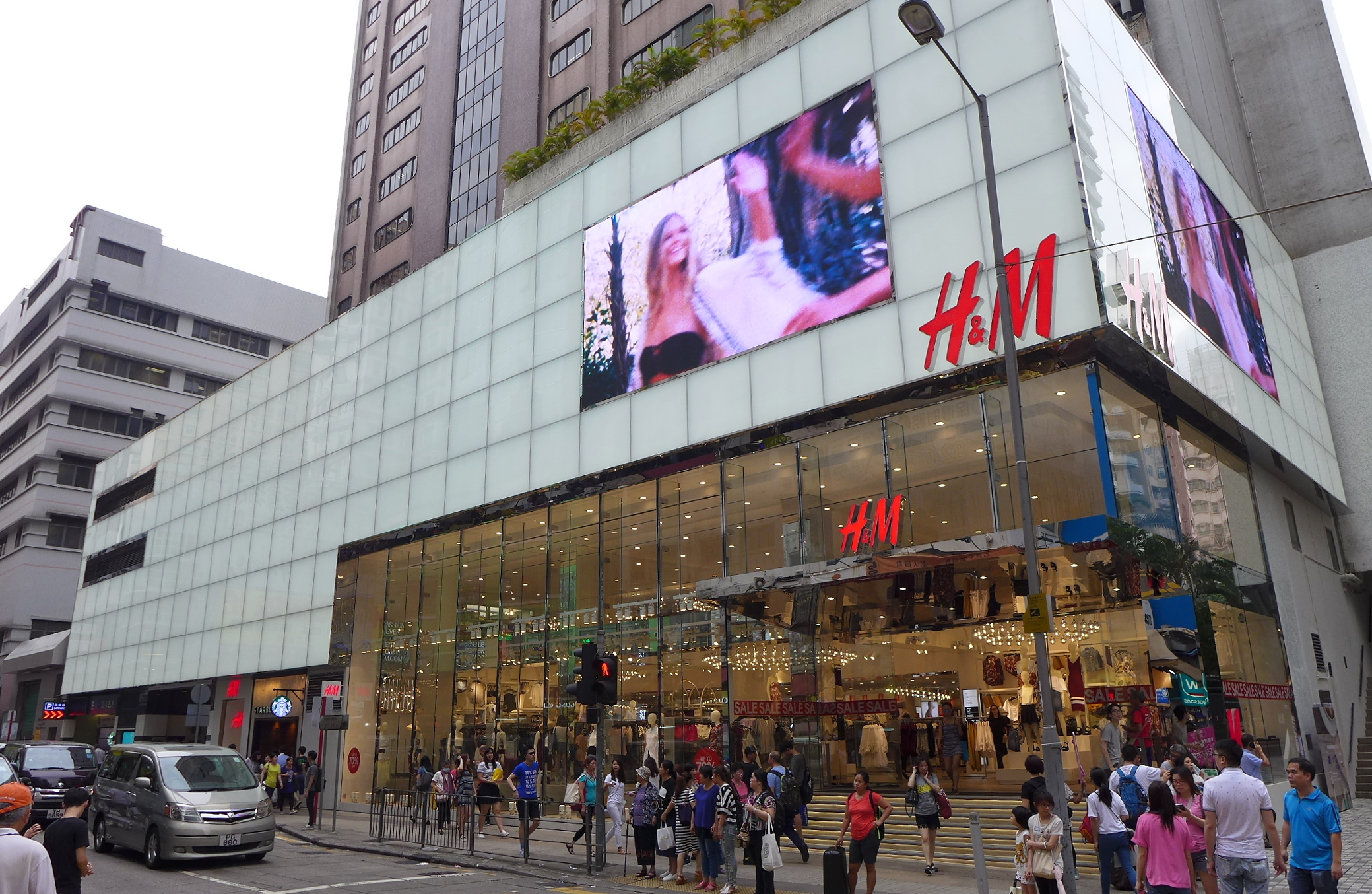
Hongkong
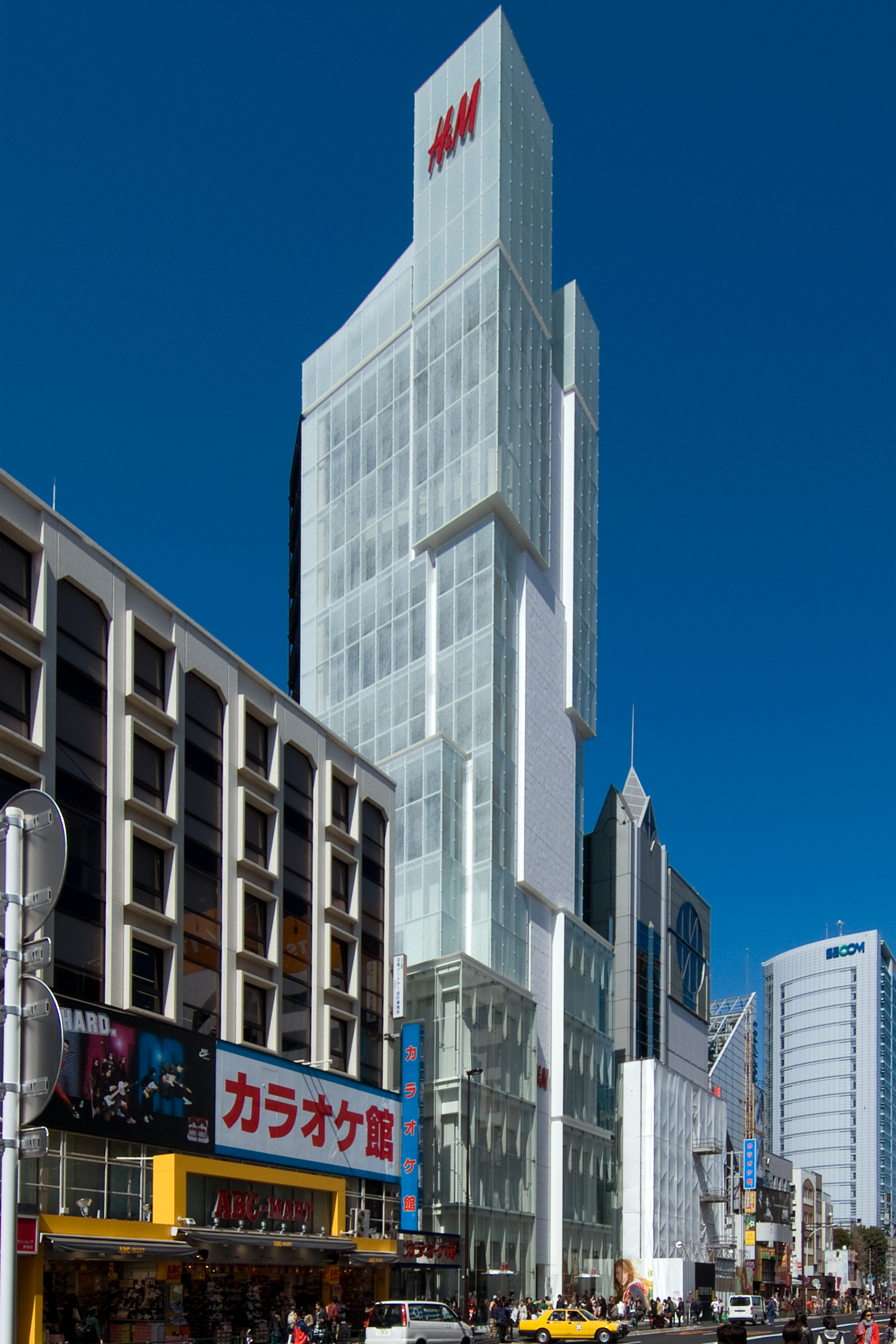
Harajuku
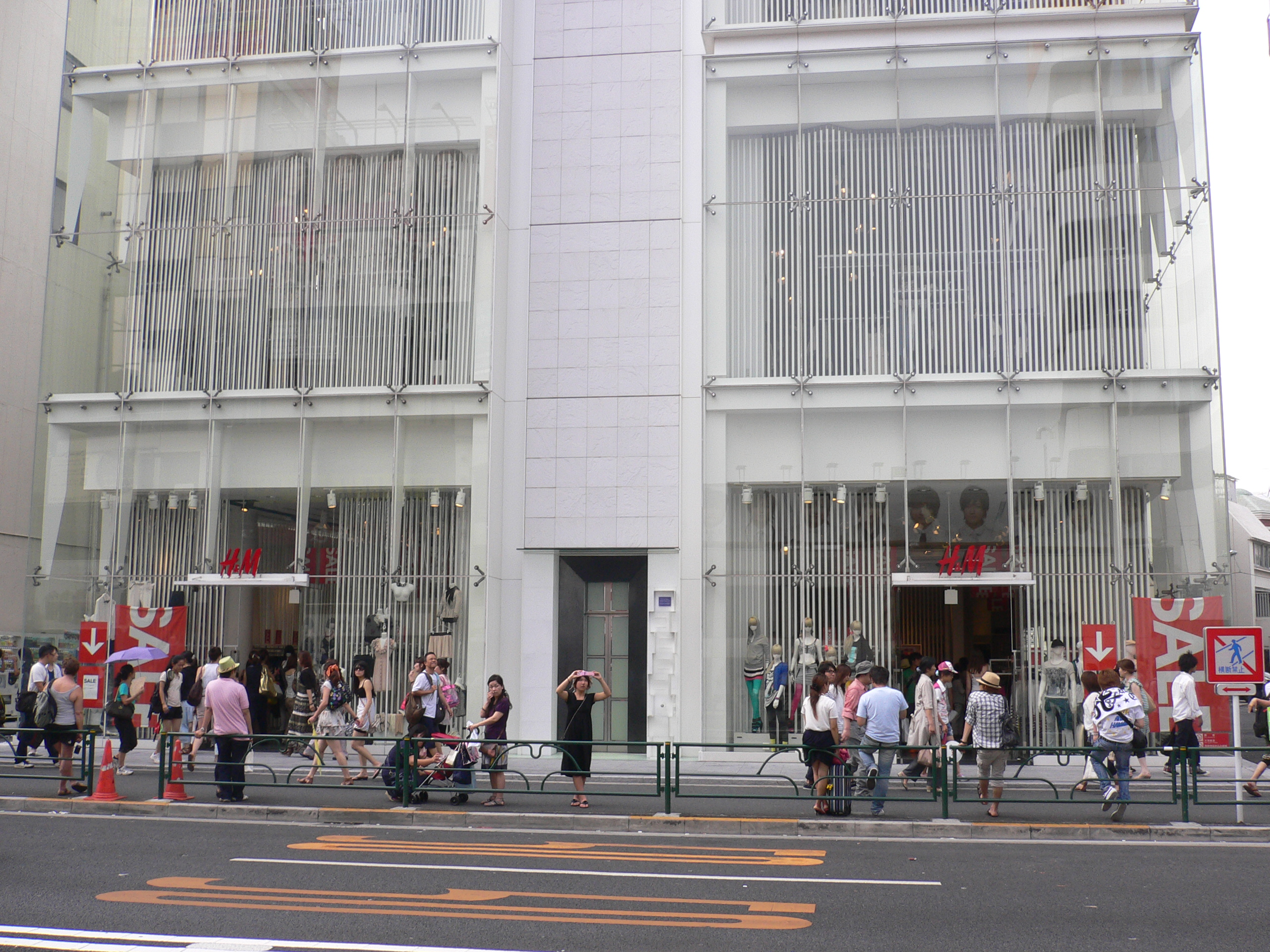
Shibuya
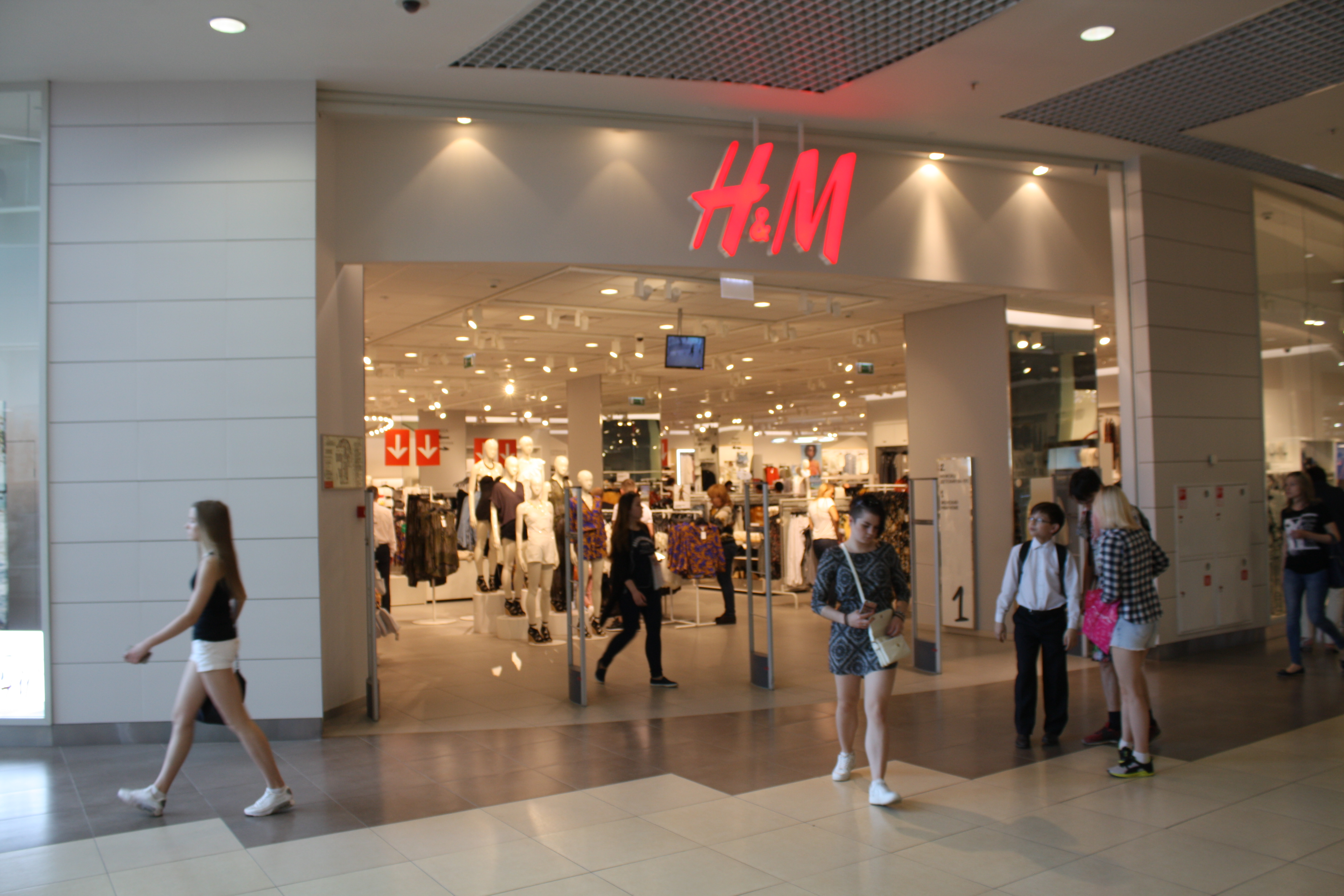
Nowosibirsk
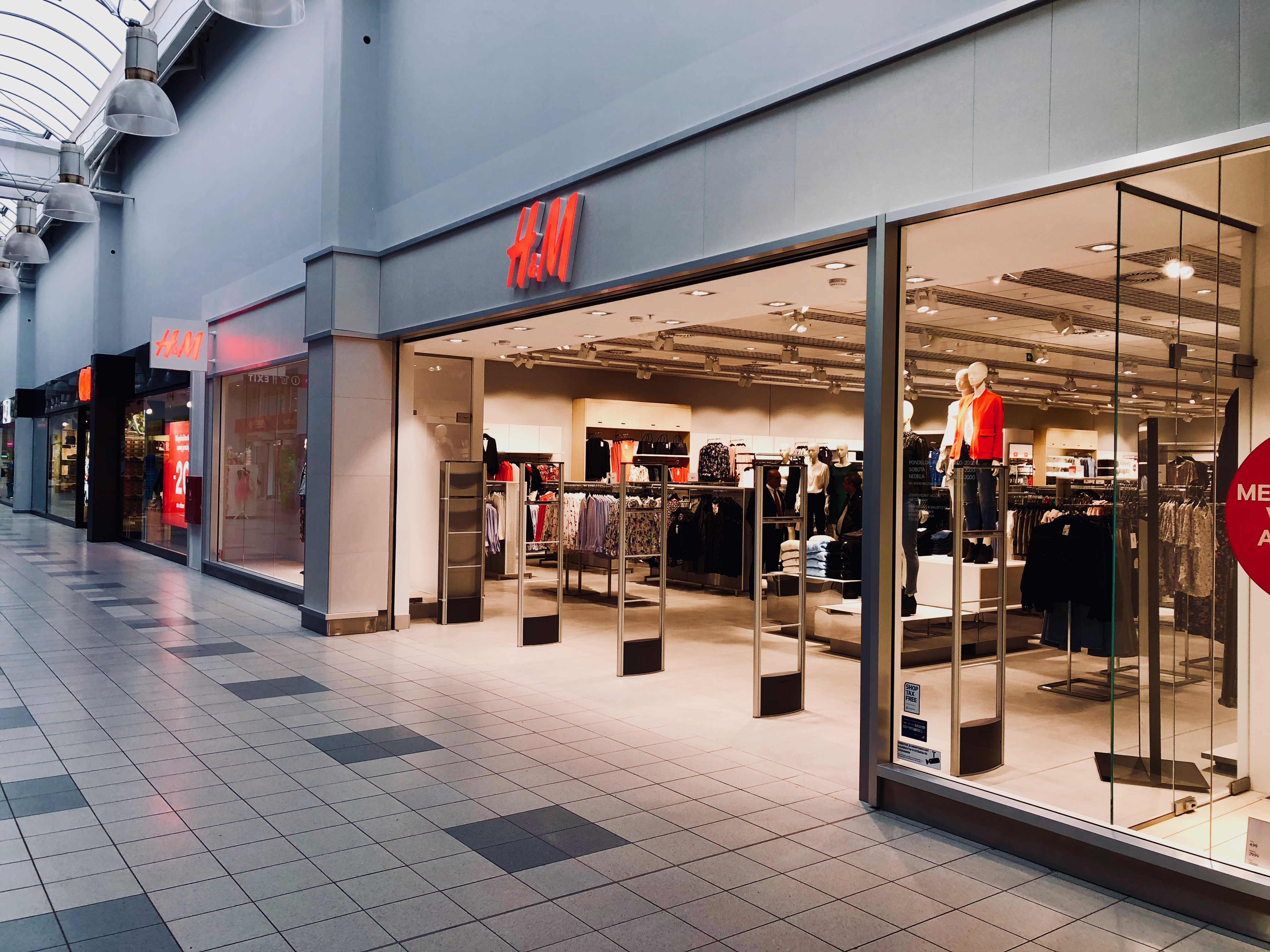
Košice
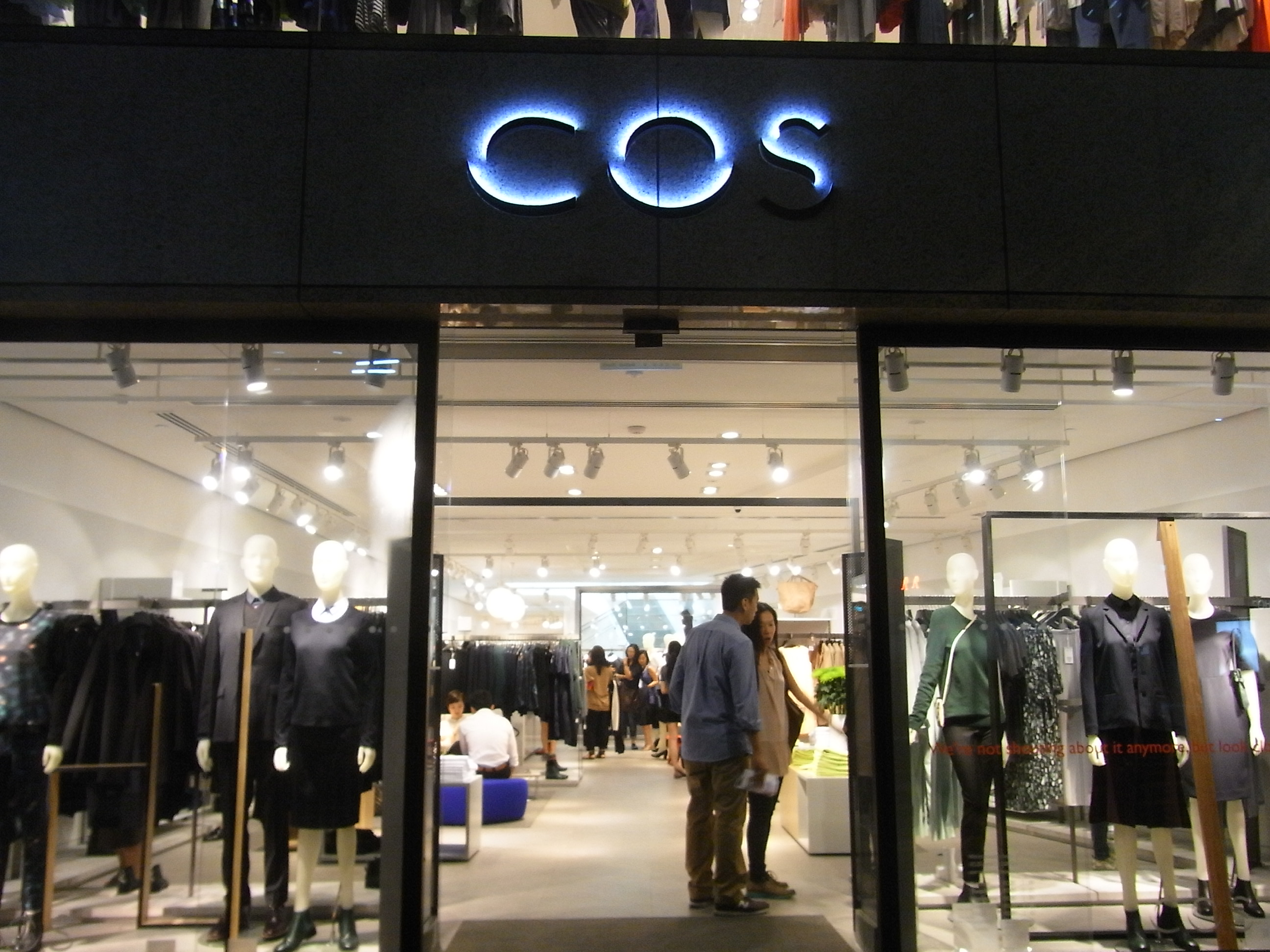
COS in Hongkong
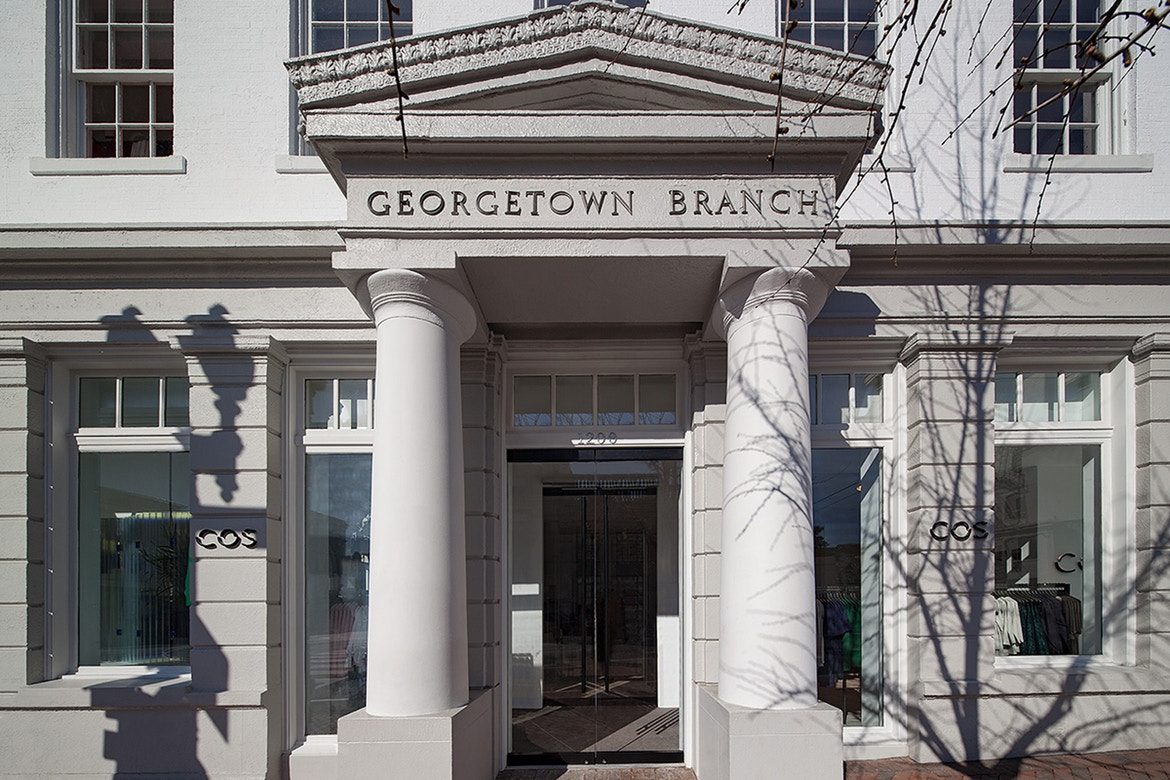
COS in Washington, D.C.
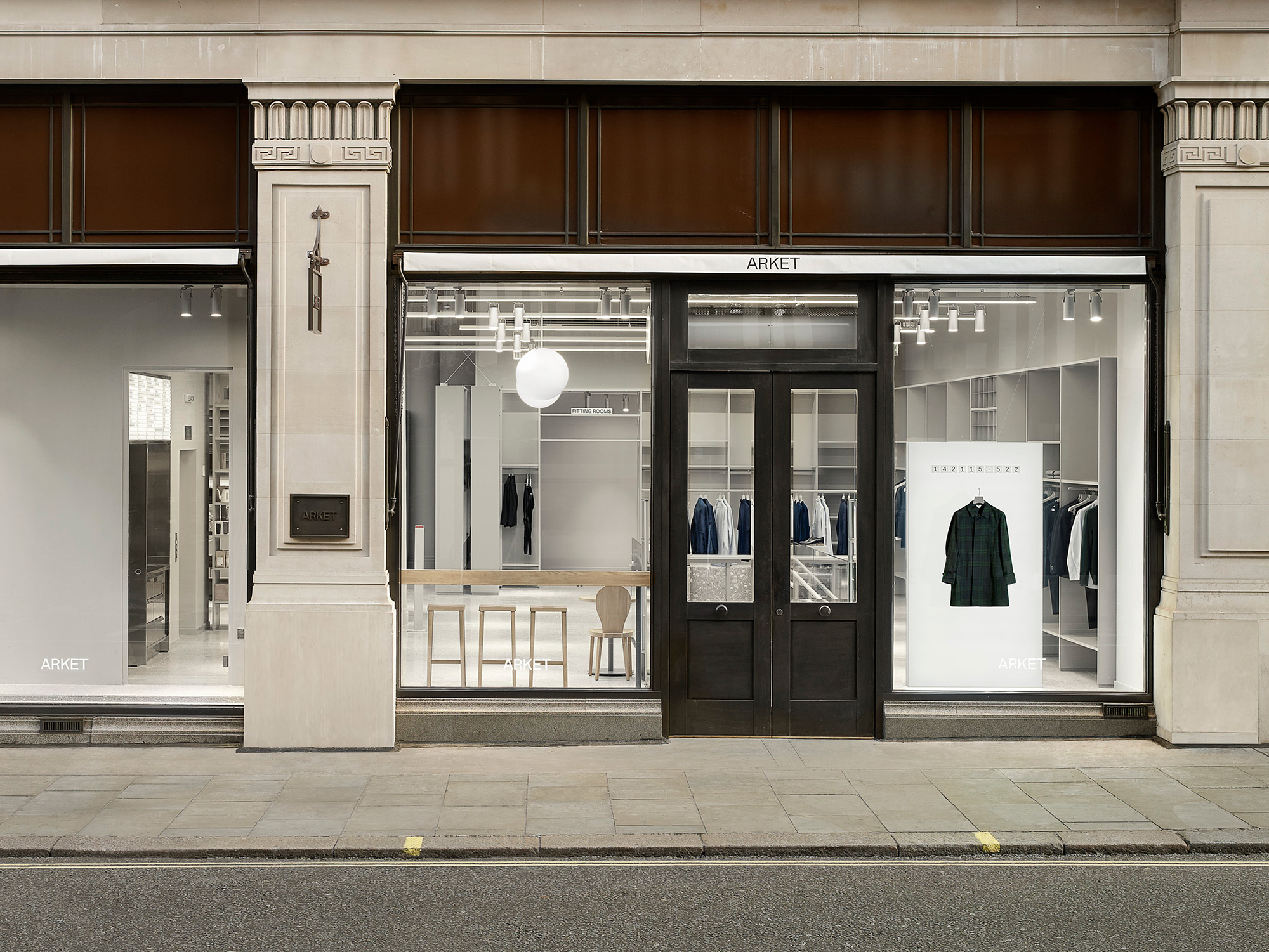
ARKET in London
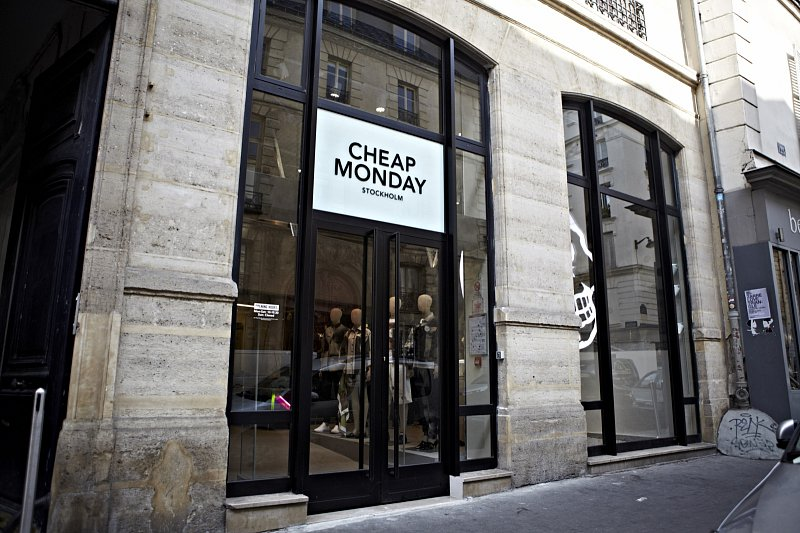
Cheap Monday in Stockholm
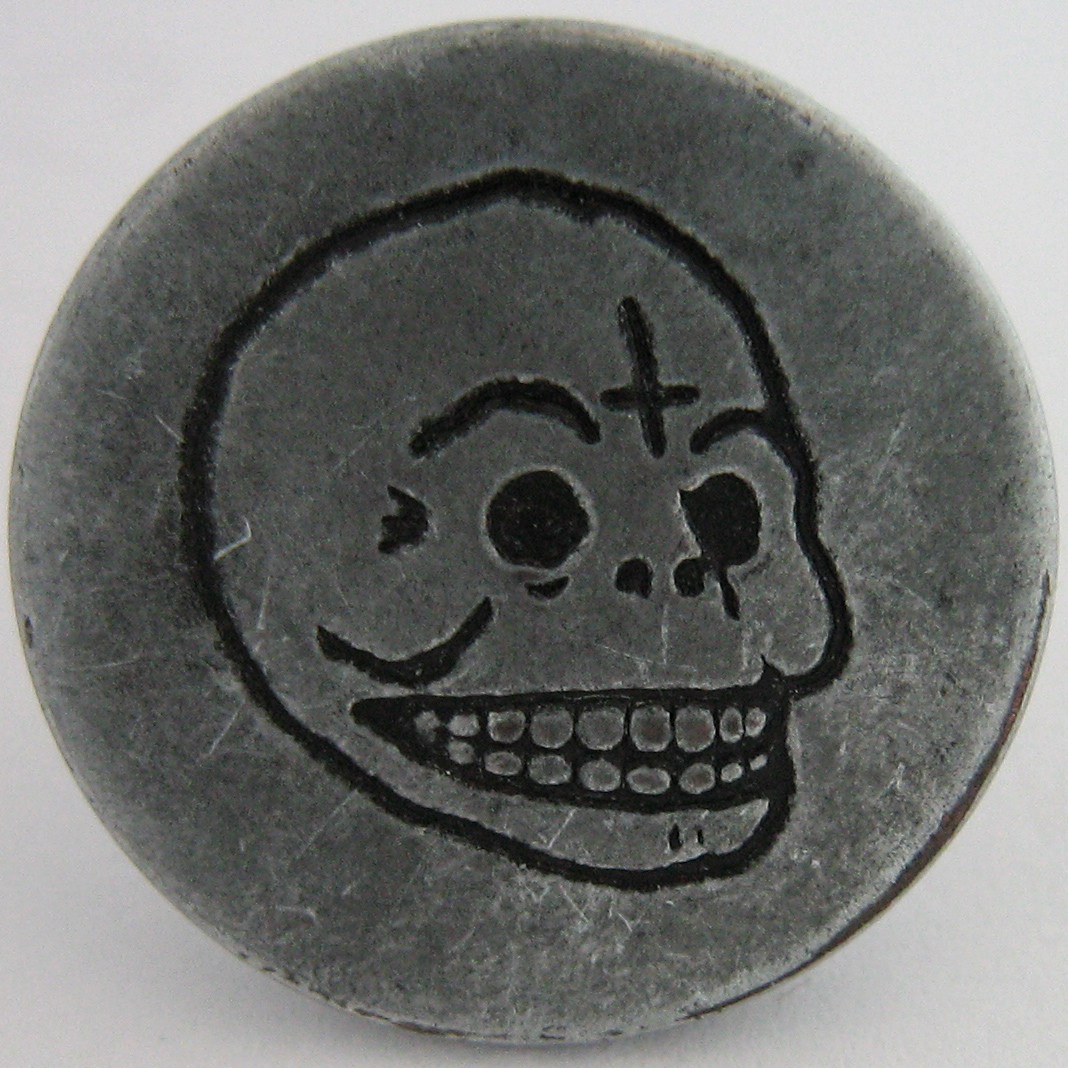
Logo der Marke Cheap Monday